# Gastroserica hubeiana
Gastroserica hubeiana är en skalbaggsart som beskrevs av Ahrens 2000. Gastroserica hubeiana ingår i släktet Gastroserica och familjen Melolonthidae. Inga underarter finns listade i Catalogue of Life.